# Ann Zacharias

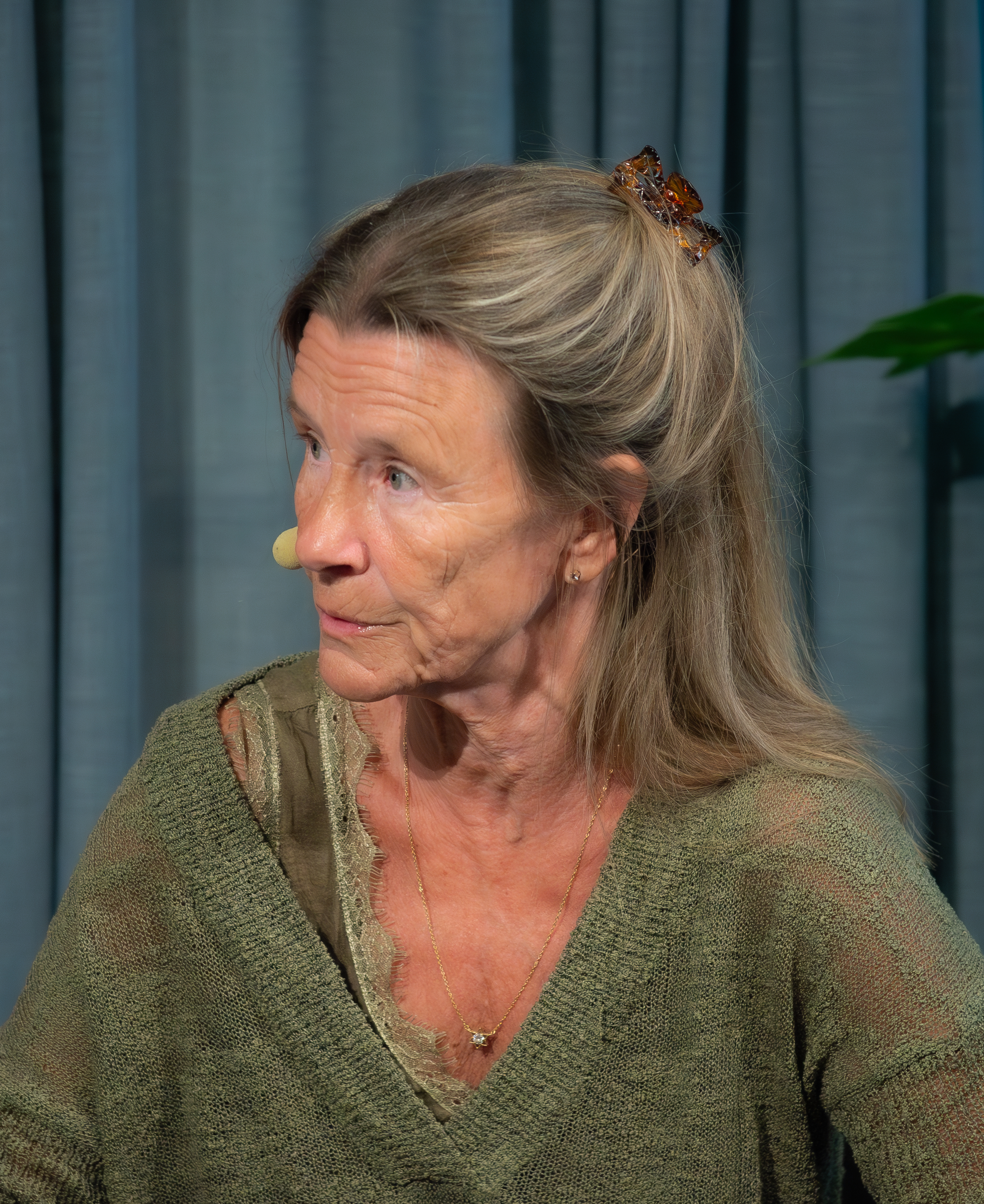
Ann Zacharias i Stadsbibliotekets aula under Stockholms bokhelg 2022 i samtal om hennes bok En ovanlig fågel: berättelser ur mitt liv.

Ann Zacharias, egentligen Anne Zezette Zacharias Taube, ogift Zacharias, ursprungligen Ragneborn, född 19 september 1956 i Engelbrekts församling i Stockholm, är en svensk modell, skådespelare, regissör, manusförfattare och författare.

## Biografi
Zacharias fick sitt stora publika genombrott som 18-åring med  Janne Halldoffs film Det sista äventyret 1974. På 1970-talet for hon till Paris, arbetade som fotomodell och fick roller i ett antal franska långfilmer, bland annat tillsammans med Gérard Depardieu och Louis de Funès. Hon har också medverkat i filmatiseringen av Thomas Manns roman Bergtagen (1982), Marianne Ahrnes På liv och död (1986) och den påkostade internationella TV-serien Peter the Great om den ryske tsaren Peter den store.
På 1980-talet började hon själv skriva och regissera filmer. Den svensk-franska långfilmen Testet, där hon också spelade den kvinnliga huvudrollen, tilldelades filmpriserna Opera Prima och Festivalpriset i San Remo för Bästa film och manuskript, samt Jantarpriset för Bästa skådespelare.
2022 utkom hon med boken En ovanlig fågel: berättelser ur mitt liv.

### Familj
Ann Zacharias är dotter till skådespelaren Arne Ragneborn och socialarbetaren Gun Zacharias. Hon är dotterdotter till läkaren Josef Zacharias och systerdotter till skådespelaren Sissi Kaiser.
Hon gifte sig 1975 med Sven-Bertil Taube, skilde sig samma år, men fick tillsammans med honom dottern Sascha Zacharias 1979, som också är skådespelare. Senare sammanlevde hon med Ted Gärdestad och de fick barnen Sara Zacharias (född 1982) och Marc Zacharias  (född 1983; utövade ett tag ultraortodox judendom under namnet Moishe Zacharevsky). Mellan 1988 och 1992 var hon gift med konsulten Christer Bredbacka (1946–2000). I ett senare förhållande fick hon en son 1993.

## Filmografi, TV-produktioner

### Skådespelare
- 1971 – Midsommardansen
- 1974 – France société anonyme
- 1974 – Det sista äventyret
- 1974 – Les doigts dans la tête
- 1976 – Néa
- 1976 – L'aile ou la cuisse / En fluga i soppan
- 1977 – La Nuit, tous les chats sont gris
- 1980 – Flygnivå 450
- 1982 – Der Zauberberg / Bergtagen
- 1986 – På liv och död
- 1987 – Testet
- 1987 – Yagmur kaçaklari
- 1988 – Le Testament d'un poète juif assassiné

#### TV-serier - TV-teater
- 1976 – De lyckligt lottade (TV-serie)
- 1986 – Peter the Great

### Regi, manus, producent
- 1987 – Testet / Le Test
- 1988 – The Glory of the Russian Ortodox Church (dokumentärfilm)